# Grupo Magiluth
El Grupo Magiluth es un grupo de teatro experimental fundado en 2004, conocido por su continua búsqueda de elementos nuevos y experimentación constante en la escena teatral recifense (Pernambuco). Integran el grupo los actores Erivaldo Oliveira, Giordano Castro, Lucas Torres, Mário Sergio Cabral, Pedro Vilela, Pedro Wagner e Thiago Liberdade.

## Grupo
El Grupo Magiluth nació en Recife como un grupo teatral de metodología experimental, con una organización y producción teatral propias y formado por un núcleo de actores con objetivos e ideales semejantes, que buscan proyectar y ejecutar por sí mismos todos sus trabajos. Sus obras están montadas en torno al aprovechamiento del lenguaje, es decir, en ellas todo gira sobre una construcción lingüística, tanto su posicionamiento político como estético o su planteamiento de espacio/tiempo como su autonomía en su modo de producción.
Junto a otros grupos pioneros, Magiluth ha ampliado la escena teatral de Pernambuco con importantes proyectos. Con el montaje de siete espectáculos desde 2007, el grupo es también responsable de la creación de un encuentro teatral en Pernambuco, denominado Grite (Grupos Reunidos de Investigación Teatral), que tiene por objetivo discutir sobre las políticas públicas para el desarrollo del teatro de grupo en Pernambuco. El Grupo Magiluth realiza, desde 2012, el festival TREMA! que tiene como objetivo mostrar alternativas y nuevos montajes que atiendan las demandas de los grupos teatrales del estado. Las dos primeras ediciones del Festival se llevaron a cabo sin patrocinadores oficiales.

## Historia
Magiluth posee un repertorio de siete espectáculos creados a lo largo de su existencia, fomentando así un teatro independiente de realización continua y de fuerte búsqueda de la calidad estética. Son las piezas: Corra (2007), Ato (2009), Um Torto (2010), O Canto de Gregório (2011), Aquilo que meu olhar guardou para você (2012), Viúva, porém Honesta (2012) e Luiz Lua Gonzaga (2012). En 2011, participó en el Programa Rumos Itaú Cultural – Teatro, proyecto que buscaba compartir experiencias de los 22 principales grupos teatrales del país.
Entre 2009 y 2013, ganó de la Asociación de Productores de Artes Escénicas de Pernambuco – APACEPE, los premios de mejor espectáculo de Pernambuco, por los trabajos Ato e Viúva, porém Honesta. En 2012, fue elegido por la Folha de S.Paulo como la segunda mejor estrella del teatro nacional con su espectáculo Aquilo que meu olhar guardou para você; asimismo recibió el premio Talentos do Brasil, área de Artes Cênicas, por la Revista Contigo! En 2013, fue elegido principal grupo teatral de Brasil por el portal R7 – Record.
Realizó una gira con sus trabajos por más de 15 capitales brasileñas, además de haber realizado proyectos de intercambio en Lisboa (Portugal) y Londres (Reino Unido). Participó además en algunos de los mejores festivales de teatro del país, como: FILTE – Festival Latino Americano da Bahia (2008), Cena Contemporânea Brasília (2009), Porto Alegre em Cena (2009 e 2013), Festival de Curitiba (2013), FIAC – Festival Internacional de Artes Cênicas (2012), Cena Brasil Internacional (2013) e FILO – Festival Internacional de Londres (2013). 
En 2013 realizó un proyecto de intervención urbana titulado Desterritorializando Corpos, Mapeando Sensações, en colaboración con la artista brasileña, radicada en Argentina, Flávia Pinheiro, que apareció en otra representación titulada Intervenções Urbanas com Mídias Locativas, compuesta por 32 escenas en un espacio urbano.
Desde 2012, realiza anualmente el festival TREMA! – Festival de Teatro de Grupo do Recife, propiciando el contacto del público recifense con los principales colectivos teatrales del país y desarrollando espectáculos, exhibición de películas y vídeos y lanzamiento de libros.
Durante 2014, con motivo de sus 10 años de trayectoria, el grupo puso en circulación su repertorio a través del proyecto Palco Giratório – SESC y la obra Felicidade, que llevó a más de 45 ciudades del país, en colaboración con el grupo portugués Mala Voadora, que presentó en septiembre de 2015 en el CCB - Centro Cultural Belém, en Lisboa. 

## Espectáculos
- Luiz Lua Gonzaga (2012)[8]
- Viúva, porém honesta (2012)[3]
- Aquilo que meu olhar guardou para você (2012)[9]
- O Canto de Gregório (2011)[10]
- Um Torto (2010)[11]
- Ato (2008)[12]
- Corra (2007)[13]